# Albisheim (Pfrimm)

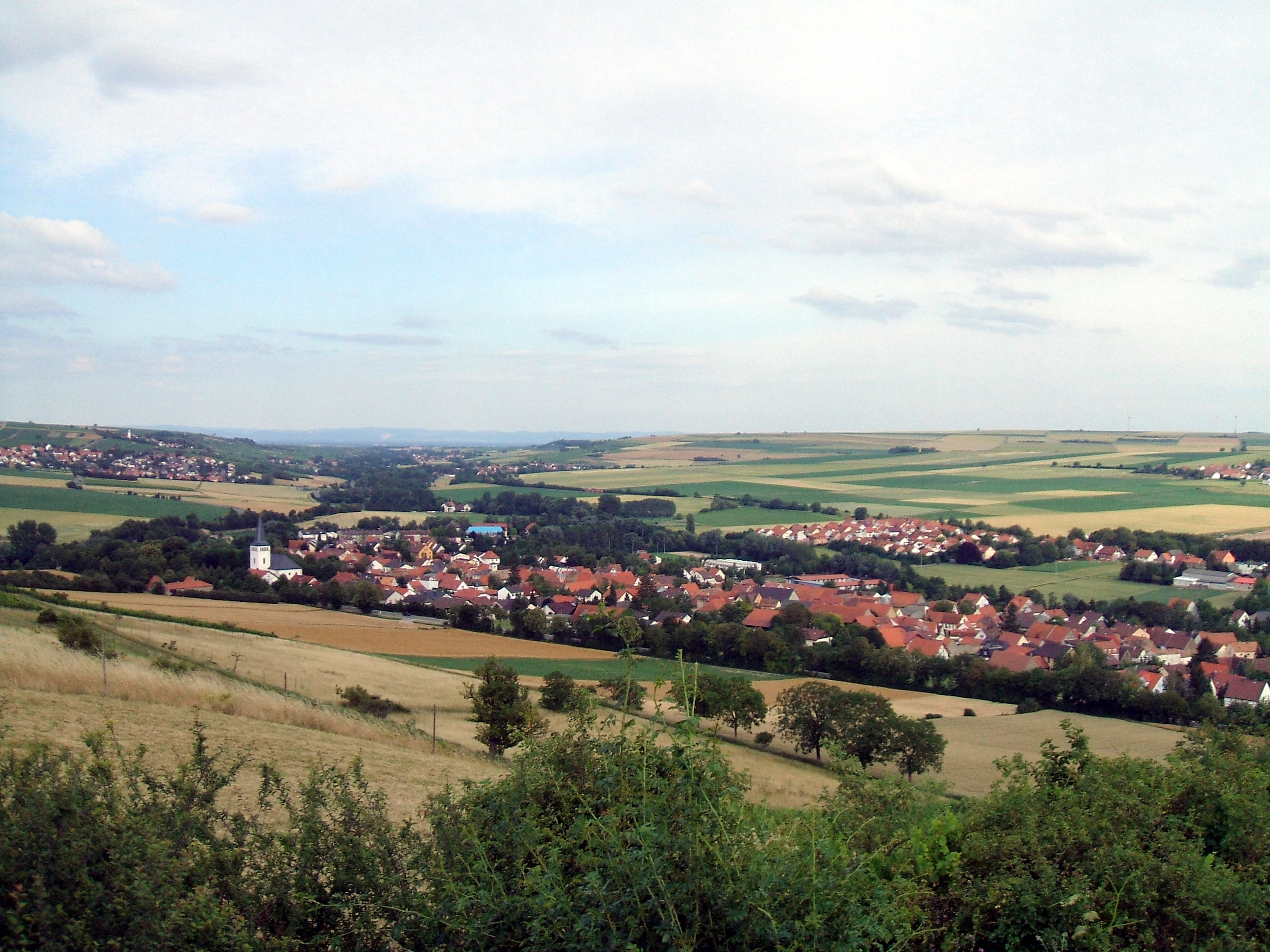
Blick vom Wartberg aus über Albisheim

Albisheim (Pfrimm) ist eine Ortsgemeinde im rheinland-pfälzischen Donnersbergkreis. Sie gehört der Verbandsgemeinde Göllheim an.

## Geographie

### Lage
Der Ort liegt etwa in der Mitte des zum Alzeyer Hügelland gehörenden Zellertals. Zu Albisheim gehören zusätzlich die Wohnplätze Bahnhof Albisheim, Heyerhof und Pfortmühle.

### Erhebungen und Gewässer
Im Süden liegt der 296,4 Meter hohe Saukopf. Im Nordwesten erstreckt sich der Wingertsberg und im Nordosten der 253,4 Meter hohe Osterberg. Die Gemeinde befindet sich im Mündungswinkel von Pfrimm und Leiselsbach. Im Westen der Gemarkung nimmt erstere von rechts den Riedgraben auf.

## Geschichte
Funde deuten auf Albisheim als keltische Siedlung hin. Im Jahr 835 wird der Ort erstmals urkundlich durch eine Schenkung des Karolingerkönigs Ludwig dem Deutschen erwähnt. Dann erscheint er als Besitz des Klosters Prüm im sogenannten „Prümer Urbar“ von 893. Während der Zeit der Stammesherzogtümer lag der Ort im Herzogtum Franken. Albisheim war relativ früh schon ein so genannter Marktflecken. Das Kloster Otterberg war ab dem 11. Jahrhundert im Ort begütert.
Bis Ende des 18. Jahrhunderts gehörte die Gemeinde zu Nassau-Weilburg und unterstand darin dem Oberamt Kirchheim.
Im Jahr 1794 wurde das linke Rheinufer im Ersten Koalitionskrieg von französischen Truppen besetzt. Von 1798 bis 1814, als die Pfalz fester Teil der Französischen Republik (bis 1804) und anschließend Teil des Napoleonischen Kaiserreichs war, war Albisheim in den Kanton Kirchheim im Departement Donnersberg eingegliedert und war Sitz einer Mairie, die zusätzlich Einselthum umfasste. 1815 hatte der Ort insgesamt 685 Einwohner. Im selben Jahr wurde er Österreich zugeschlagen. Bereits ein Jahr später wechselte der Ort wie die gesamte Pfalz in das Königreich Bayern. Von 1818 bis 1862 gehörte Albisheim dem Landkommissariat Kirchheim – später Kirchheimbolanden an; aus diesem ging das Bezirksamt Kirchheimbolanden hervor.
Ab 1939 war der Ort Bestandteil des Landkreises Kirchheimbolanden. Nach dem Zweiten Weltkrieg wurde Albisheim innerhalb der französischen Besatzungszone Teil des damals neu gebildeten Landes Rheinland-Pfalz. Im Zuge der ersten rheinland-pfälzischen Verwaltungsreform wechselte Albisheim 1969 in den neu gebildeten Donnersbergkreis; drei Jahre später wurde die Gemeinde in die ebenfalls neu entstandene Verbandsgemeinde Göllheim eingegliedert.

### Konfessionsstatistik
Mit Stand 30. Juni 2025 waren 40,5 % von den Einwohnern Mitglied der evangelische Kirche und 14,0 % der katholische Kirche; 45,5 % waren konfessionslos oder gehörten einer anderen Glaubensgemeinschaft an. Der Anteil der evangelischen Kirchenmitglier an der Gesamtbevölkerung ist beträchtlich gesunken; 2005 waren unter den Einwohnern noch 60,4 % evangelisch, 13,6 % römisch-katholisch und nur 26,0 % waren konfessionslos oder gehörten einer anderen Glaubensgemeinschaft an.

## Politik

### Gemeinderat
Der Gemeinderat in Albisheim (Pfrimm) besteht aus 16 Ratsmitgliedern, die bei der Kommunalwahl am 9. Juni 2024 in einer personalisierten Verhältniswahl gewählt wurden, und dem ehrenamtlichen Ortsbürgermeister als Vorsitzendem.
Die Sitzverteilung im Gemeinderat:
| Wahl | SPD | CDU | Linke | WAB | FWG | Gesamt   |
| ---- | --- | --- | ----- | --- | --- | -------- |
| 2024 | 2   | 2   | –     | 7   | 5   | 16 Sitze |
| 2019 | 2   | 1   | 0     | 7   | 6   | 16 Sitze |
| 2014 | 2   | 2   | –     | 8   | 4   | 16 Sitze |
| 2009 | 3   | –   | –     | 9   | 4   | 16 Sitze |
| 2004 | 3   | –   | –     | 9   | 4   | 16 Sitze |

- WAB = Wählergemeinschaft Albisheimer Bürger e. V.
- FWG = Wählergruppe Albisheim/Pfrimm e. V.

### Bürgermeister
Ortsbürgermeister ist Ronald Zelt (WAB). Bei der Direktwahl am 26. Mai 2019 wurde er mit einem Stimmenanteil von 58,86 % gewählt und folgte damit auf Friedrich Strack, der nach 20 Jahren im Amt nicht mehr angetreten war. Bei der Direktwahl am 9. Juni 2024 wurde er mit 73,4 % der Stimmen ohne Gegenkandidat in seinem Amt bestätigt. Die Wahlbeteiligung lag bei 63,2 %.

### Wappen
| Wappen von Albisheim | Blasonierung: „In Gold der Heilige Petrus, Bart, Haare und Nimbus golden, in silbernem Gewand mit blauem Umhang, in der rechten Hand einen silbernen Schlüssel, in der linken erhobenen Hand ein rotes Buch.“ |
| Wappen von Albisheim | |

## Kultur und Sehenswürdigkeiten

### Kulturdenkmäler

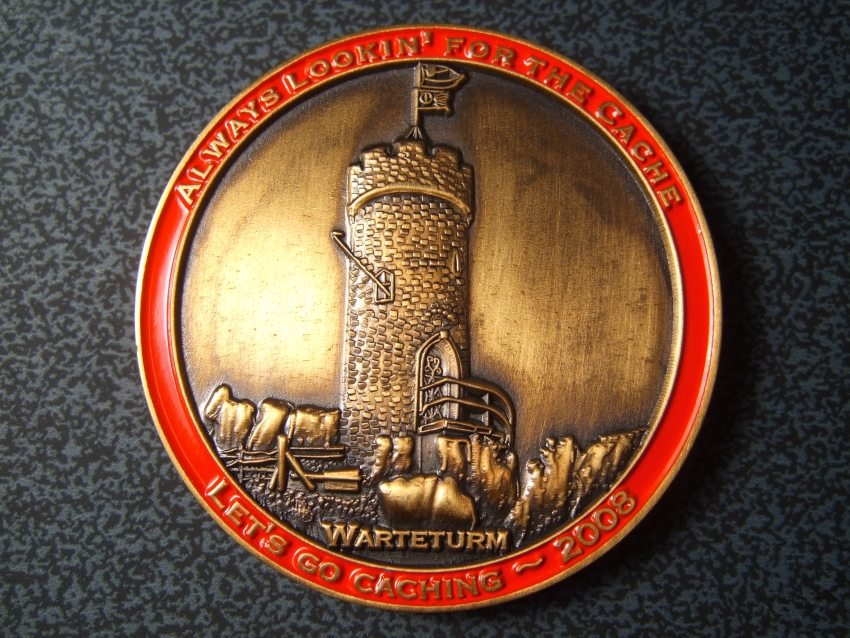
Der Warteturm auf einer Münze des GPS-Spieles Geocaching

Der Jüdische Friedhof ist als Denkmalzone ausgewiesen.
Hinzu kommen außerdem neun Einzelobjekte, die unter Denkmalschutz stehen, darunter folgende Bauwerke:
Die protestantische Peterskirche stammt aus dem Jahr 1792. Das historische Rathaus ist ein spätklassizistischer Bau aus dem Jahr 1832. Der 10 Meter hohe Warteturm befindet sich auf dem Wingertsberg, der erstmals 1551 urkundlich erwähnt wurde.

### Natur
Vor Ort existieren insgesamt sechs Naturdenkmale. Zudem liegen die Naturschutzgebiete Osterberg und Saukopf auf der Gemeindegemarkung.

### Veranstaltungen
Alljährlich jeweils am dritten Wochenende im September veranstaltet Albisheim das seit 1222 begangene „Königsfest“, zu dem eine „Königspredigt“ und die Verteilung der „Königswecken“ gehört. Zudem wird jährlich der Stabaus gefeiert.

## Wirtschaft und Infrastruktur

### Wirtschaft
Albisheim ist ein Winzerort und als solcher Teil des Weinanbaugebiets Pfalz. Vor Ort befindet sich die Einzellage Heiligenborn (52,9 ha), die zur Großlage Schnepfenflug vom Zellertal gehört.

### Verkehr
Albisheim ist zum einen über die B47 und zum anderen über die Zellertalbahn erreichbar. Letztere büßte 1983 den Personenverkehr ein; von 2001 bis 2016 fand ein Ausflugsverkehr statt.

### Tourismus
Durch Albisheim verläuft der Zellertal-Radweg. Darüber hinaus ist die Gemeinde westlicher Ausgangspunkt des Vier-Länder-Wegs.

## Persönlichkeiten

### Ehrenbürger
- Emma Leber (1914–2001), engagierte Dorfbewohnerin, ernannt 1989
- Yvonne Vogt-Gümbel, Schweizer Mäzenin, deren Vorfahren aus Albisheim stammten, ernannt 1991
- Rüdiger Unger (1946–2007), Dorfpfarrer, ernannt 2002
- Friedrich Strack, Ortsbürgermeister von 1999 bis 2019, ernannt 2020

### Söhne und Töchter der Gemeinde
- Daniel Wohlgemuth (1876–1967), Künstler

### Personen, die vor Ort gewirkt haben
- Johann Michael Hartung (1708–1763), überprüfte 1733 die örtliche Orgel auf ihre Funktionsfähigkeit
- Marie Therese Forster (1786–1862), Tochter Georg Forsters und Herausgeberin seiner Schriften, verbrachte hier ihren Lebensabend
- Heinrich Janson (1869–1940), Bürgermeister vor Ort
- Johannes Bärmann (1905–1991), Rechtswissenschaftler und Hochschullehrer, starb vor Ort
- Gerhard Postel (1941–2012), evangelischer Geistlicher, hatte vor Ort zeitweise eine Pfarrstelle inne